# 横坑水道
横坑水道，位于中华人民共和国广东省珠海市斗门区境内，东起荷麻溪南端出口，向西至汇流入虎跳门水道。全长3.23千米，弯曲系数1.17，河宽110～390米，主槽河床高程-4.7～-11.2m，平均坡降-0.31‰。中段建有横坑大桥，跨越南北两岸。